# フェニルヒドラジン
フェニルヒドラジン(英: Phenylhydrazine)は、有機化合物で、ヒドラジンの誘導体のひとつ。しばしば PhNHNH2 と表記される。

## 性質
フェニルヒドラジンの結晶系は単斜晶であるが室温付近では黄色液体となり、空気に晒すことで暗赤色へと変化する。エタノール、ジエチルエーテル、クロロホルム、ベンゼンには可溶であるが、水には難溶である。
モノアミン酸化酵素阻害薬としても知られている。

## 製造
塩酸の存在下でアニリンを亜硝酸ナトリウムで酸化し、ジアゾニウム塩を得る。続いて水酸化ナトリウムの存在下で亜硫酸ナトリウムを用いて還元すると、フェニルヒドラジンを得ることができる。

アニリンを原料とするフェニルヒドラジンの合成

## 歴史
フェニルヒドラジンはエミール・フィッシャーにより、1875年に報告された。ヒドラジン誘導体の中では最も早い報告例であった。この報告ではジアゾニウム塩を亜硫酸塩で還元している。フィッシャーはフェニルヒドラジンを糖類のアルデヒド基と反応させ、糖の構造決定に利用した。またヒドラジン類の基本的物性についても同時に報告がなされており、ヒドラジン類の物性解明に大いに役立った化合物となった。

## 利用
フェニルヒドラジンはインドール類の合成中間体となる（フィッシャーのインドール合成）。
以前は単糖の精製を容易にするために、フェニルヒドラジンを単糖の混合物と反応させフェニルヒドラゾンを形成させた後に、各単糖ごとに精製することもあった。

## 安全性
暴露により接触皮膚炎や急性溶血性貧血、肝臓や腎臓への悪影響が報告されている。
ACGIHにおける発がん性評価では、A3(動物実験で発がん性が認められた物質)に分類されている。